# Pallacanestro Varese 2024-2025
Questa voce raccoglie le informazioni riguardanti la Pallacanestro Varese nelle competizioni ufficiali della stagione 2024-2025.

## Stagione
La stagione 2024-2025 della Pallacanestro Varese sponsorizzata Openjobmetis, è la 76ª nel massimo campionato italiano di pallacanestro, la Serie A.
Per la composizione del roster si decise di optare per la scelta della formula con 5 giocatori stranieri senza vincoli. Tuttavia il 2 novembre venne cambiata scelta, decidendo di passare alla formula con 6 giocatori stranieri sempre senza vincoli.

## Maglie
Il fornitore ufficiale del materiale tecnico per la stagione 2024-2025 è Erreà.

## Organigramma societario
Dal sito internet della società.
Area dirigenziale
- Presidente: Antonio Bulgheroni
- Vicepresidente: Gianpaolo Perego
- Consigliere: Mario Vernazza
- Amministratore delegato: Luis Scola
- General Manager Basketball Operations: Zachary Sogolow
- General Manager Basketball Stategy: Maksim Horowitz
- Direttore sportivo: Mario Oioli

Area tecnica
- Allenatore: Herman Mandole
- Vice allenatore: Marco Legovich
- Assistente allenatore: Federico Renzetti
- Preparatore atletico: Silvio Barbabà

Area operativa
- Director Business Operations: Federico Bellotto
- Responsabile prima squadra: Massimo Ferraiuolo
- Amministrazione: Maria Grazia Ferrari
- Responsabile Marketing: Francesco Finazzer
- Responsabile comunicazione: Marco Gandini
- Responsabile relazioni esterne: Raffaella Demattè
- Responsabile Ticketing: Luca Maffioli

Area sanitaria
- Medico: Andrea Bulgheroni
- Ortopedico: Mauro Modesti
- Fisioterapista: Davide Zonca, Matteo Bianchi

## Roster
Aggiornato al 7 settembre 2024.
| Openjobmetis Varese 2024-25 | Openjobmetis Varese 2024-25 |
| Giocatori                   | Staff tecnico               |
| --------------------------- | --------------------------- |

| N. | Naz.                                                        | Ruolo | Nome                       | Anno | Alt.   | Peso   |  |
| -- | ----------------------------------------------------------- | ----- | -------------------------- | ---- | ------ | ------ |  |
| 0  | Nigeria (bandiera)                                          | C     | Kaodirichi Akobundu-Ehiogu | 1999 | 208 cm | 90 kg  |  |
| 1  | Stati Uniti (bandiera)                                      | G     | Jordan Harris              | 1997 | 193 cm | 92 kg  |  |
| 2  | Italia (bandiera)                                           | A     | Davide Alviti              | 1996 | 200 cm | 92 kg  |  |
| 3  | Canada (bandiera) · Grecia (bandiera)                       | P     | Elijah Mitrou-Long         | 1996 | 186 cm | 84 kg  |  |
| 4  | Italia (bandiera)                                           | P     | Niccolò Mannion (C)        | 2001 | 190 cm | 86 kg  |  |
| 5  | Stati Uniti (bandiera) · Isole Vergini Americane (bandiera) | AP    | Justin Gray                | 1995 | 198 cm | 95 kg  |  |
| 8  | Stati Uniti (bandiera)                                      | G     | Desonta Bradford           | 1996 | 193 cm | 90 kg  |  |
| 9  | Stati Uniti (bandiera) · Israele (bandiera)                 | C     | Alex Tyus                  | 1988 | 203 cm | 100 kg |  |
| 11 | Stati Uniti (bandiera)                                      | P     | Keifer Sykes               | 1993 | 183 cm | 78 kg  |  |
| 11 | Australia (bandiera) · Croazia (bandiera)                   | AG    | Grant Anticevich           | 1998 | 203 cm | 104 kg |  |
| 13 | Italia (bandiera)                                           | P     | Matteo Librizzi (C)        | 2002 | 181 cm | 70 kg  |  |
| 18 | Italia (bandiera)                                           | A     | Nicolò Virginio            | 2003 | 206 cm | 92 kg  |  |
| 19 | Italia (bandiera)                                           | P     | Gabriele Turconi           | 2008 | 190 cm | 73 kg  |  |
| 20 | Italia (bandiera)                                           | AG    | Ethan Esposito             | 1999 | 200 cm | 104 kg |  |
| 24 | Italia (bandiera)                                           | A     | Elisèe Assui               | 2006 | 194 cm | 105 kg |  |
| 28 | Senegal (bandiera) · Italia (bandiera)                      | C     | Abdel Fall                 | 1991 | 202 cm | 98 kg  |  |
| 44 | Stati Uniti (bandiera)                                      | AG    | Gabe Brown                 | 2000 | 201 cm | 94 kg  |  |
| 50 | Stati Uniti (bandiera)                                      | PG    | Jaylen Hands               | 1999 | 191 cm | 82 kg  |  |
| 92 | Stati Uniti (bandiera)                                      | A     | Jaron Johnson              | 1992 | 198 cm | 98 kg  |  |
| -  | Italia (bandiera)                                           | C     | Kevin Acciari              | 2008 | 200 cm |        |  |
| -  | Italia (bandiera)                                           | G     | Gabriele Avvinti           | 2007 | 190 cm |        |  |
| -  | Italia (bandiera)                                           | AG    | Stefano Bosio              | 2007 | 202 cm | 75 kg  |  |
| -  | Italia (bandiera)                                           | G     | Claudio Carità             | 2006 | 191 cm | 84 kg  |  |
| -  | Italia (bandiera)                                           | AG    | Mattia Reghenzani          | 2007 | 200 cm | 75 kg  |  |
| -  | Italia (bandiera)                                           | P     | Martino Risi               | 2008 |        |        |  |
| -  | Argentina (bandiera) · Italia (bandiera)                    | AG    | Tomas Scola Rocchetti      | 2007 |        |        |  |

| Allenatore                                                                                       |
| - / Herman Mandole (fino al 10 febbraio) - Iōannīs Kastritīs (dal 13 febbraio)                   |
| Assistente/i                                                                                     |
| - Marco Legovich - Federico Renzetti Legenda - (C) Capitano - (IN) Inattivo - Infortunato Roster |

## Mercato

### Sessione estiva
| PG | Jaylen Hands               | Palencia          | svincolato    |
| G  | Jordan Harris              | Brussels          | svincolato    |
| AP | Davide Alviti              | Aquila Trento     | svincolato    |
| AP | Justin Gray                | Bamberger         | svincolato    |
| A  | Nicolò Virginio            | JuVi Cremona      | fine prestito |
| C  | Kaodirichi Akobundu-Ehiogu | Tigers Tubinga    | svincolato    |
| C  | Abdel Fall                 | Monferrato Basket | svincolato    |

| Cessioni | Cessioni          | Cessioni              | Cessioni             | Cessioni |
| R.       | Nome              | a                     | Modalità             |          |
| -------- | ----------------- | --------------------- | -------------------- | -------- |
| P        | Wei Lun Zhao      | Cold Hearts           | fine contratto       |          |
| PG       | Davide Moretti    | Reyer Venezia         | opzione uscita       |          |
| G        | Hugo Besson       | Manisa                | fine contratto       |          |
| AP       | Sean McDermott    | Karşıyaka             | opzione uscita       |          |
| AP       | Tomas Woldetensae | Napoli Basket         | fine contratto       |          |
| AG       | Michael Gilmore   | Liaoning F. Leopards  | fine contratto       |          |
| C        | Leonardo Okeke    | Olimpia Milano        | risoluzione prestito |          |
| C        | Skylar Spencer    | Real Sebastiani Rieti | fine contratto       |          |
| C        | Scott Ulaneo      | Scafati Basket        | fine contratto       |          |

### Dopo l'inizio della stagione
| Acquisti | Acquisti           | Acquisti         | Acquisti         | Acquisti   |
| R.       | Nome               | da               | Data             | Modalità   |
| -------- | ------------------ | ---------------- | ---------------- | ---------- |
| A        | Jaron Johnson      | Niners Chemnitz  | 23 ottobre 2024  | svincolato |
| C        | Alex Tyus          | Free agent       | 5 novembre 2024  | svincolato |
| P        | Keifer Sykes       | Free agent       | 19 novembre 2024 | svincolato |
| G        | Desonta Bradford   | U.C.C. Piacenza  | 26 dicembre 2024 | svincolato |
| P        | Elijah Mitrou-Long | Hapoel Holon     | 18 febbraio 2025 | svincolato |
| AG       | Ethan Esposito     | Scaligera Verona | 25 marzo 2025    | svincolato |
| AG       | Grant Anticevich   | N.Z. Breakers    | 28 marzo 2025    | svincolato |

| Cessioni | Cessioni        | Cessioni                | Cessioni        | Cessioni                |
| R.       | Nome            | a                       | Data            | Modalità                |
| -------- | --------------- | ----------------------- | --------------- | ----------------------- |
| P        | Niccolò Mannion | Olimpia Milano          | 4 novembre 2024 | definitivo (300 mila €) |
| G        | Jordan Harris   | Real Sebastiani Rieti } | 4 dicembre 2024 | risoluzione             |
| A        | Gabe Brown      | Trapani Shark           | 5 dicembre 2024 | risoluzione             |
| P        | Keifer Sykes    | Legia Varsavia          | 7 marzo 2025    | rescissione             |
| A        | Nicolò Virginio | Scaligera Verona        | 25 marzo 2025   | rescissione             |
| A        | Jaron Johnson   | Free agent              | 17 aprile 2025  | rescissione             |
| C        | Alex Tyus       | Maccabi Tel Aviv        | 23 aprile 2025  | rescissione             |